# Дунаевский, Константин Дмитриевич
Константин Дмитриевич Дунаевский (1922—1945) — старший лейтенант Рабоче-крестьянской Красной Армии, участник Великой Отечественной войны, Герой Советского Союза (1945).

## Биография
Константин Дунаевский родился 27 мая 1922 года в городе Ржев (ныне — Тверская область). После окончания неполной средней школы учился в Батайском авиационном училище, затем работал на Дальнем Востоке. В 1940 году Дунаевский был призван на службу в Рабоче-крестьянскую Красную Армию. В 1941 году он окончил Чкаловскую военную авиационную школу. С декабря 1943 года — на фронтах Великой Отечественной войны. Служил в 47-м гвардейском отдельном разведывательном авиаполку 4-й воздушной армии 2-го Белорусского фронта, командовал в нём звеном. Совершал боевые вылеты на разведку крупных объектов в глубоком тылу противника, в том числе и в дневное время. Летал над Берлином, Данцигом, Кёнигсбергом, Гдыней, Штеттином. Провёл большое количество аэрофотосъёмок.
К апрелю 1945 года Дунаевский совершил 106 боевых вылетов на разведку объектов противника в его глубоком тылу, 10 из которых — в светлое время суток.
23 апреля 1945 года экипаж Дунаевского совершил четыре боевых вылета над Берлином. Во время четвёртого вылета на обратном пути самолёт был сбит, весь экипаж погиб.
Указом Президиума Верховного Совета СССР от 18 августа 1945 года за «образцовое выполнение боевых заданий командования по дальней разведке глубоких тылов и объектов обороны противника и проявленные при этом мужество и героизм» гвардии старший лейтенант Константин Дунаевский посмертно был удостоен высокого звания Героя Советского Союза.

## Награды
- Медаль «Золотая Звезда» Героя Советского Союза (18.08.1945)[2][3].
- Орден Ленина (18.08.1945).
- Орден Красного Знамени (15.08.1944)[4].
- Орден Красного Знамени (31.08.1944)[5].
- Орден Отечественной войны 1-й степени (21.07.1944)[6].